# Cheilosia scanica
Cheilosia scanica là một loài ruồi trong họ Ruồi giả ong (Syrphidae). Loài này được Ringdahl mô tả khoa học đầu tiên năm 1937. Cheilosia scanica phân bố ở vùng Cổ Bắc giới